# ISO 3166-2:TR
ISO 3166-2:TR es la entrada para Turquía en ISO 3166-2, parte de los códigos de normalización ISO 3166 publicados por la Organización Internacional de Normalización (ISO), que define los códigos para los nombres de las principales subdivisiones (p.ej., provincias o estados) de todos los países codificados en ISO 3166-1.
En la actualidad, para Turquía, los códigos ISO 3166-2 se definen para 81 provincias.
Cada código consta de dos partes, separadas por un guion. La primera parte es TR, el código ISO 3166-1 alfa-2 para Turquía. La segunda parte tiene dos cifras:
- 01–67: provincias hacia mitad de los 1980
- 68–71: provincias creadas en 1989
- 72–73: provincias creadas en 1990
- 74: provincia creada en 1991
- 75–76: provincias creadas en 1994
- 77–79: provincias creadas en 1995
- 80: provincia creada en 1997
- 81: provincia creada en 1999

Actualmente, estas cifras en las placas de matrículas de vehículos y en los códigos postales. Los códigos 01–67 se asignan en orden alfabético turco, excepto Mersin, Kahramanmaraş y Şanlıurfa, cuyos códigos se asignan según sus nombres históricos, İçel, Maraş y Urfa respectivamente.

## Códigos actuales
Los nombres de las subdivisiones se ordenan según el estándar ISO 3166-2 publicado por la Agencia de Mantenimiento ISO 3166 (ISO 3166/MA).
Los nombres de las subdivisiones se ordenan según el alfabeto turco: a-c, ç, d-g, ğ, h, ı, i-o, ö, p-s, ş, t-u, ü, v-z.
Pulsa sobre el botón en la cabecera para ordenar cada columna.
| Código | Nombre de la subdivisión (tr) |
| ------ | ----------------------------- |
| TR-01  | Adana                         |
| TR-02  | Adıyaman                      |
| TR-03  | Afyonkarahisar                |
| TR-04  | Ağrı                          |
| TR-05  | Amasya                        |
| TR-06  | Ankara                        |
| TR-07  | Antalya                       |
| TR-08  | Artvin                        |
| TR-09  | Aydın                         |
| TR-10  | Balıkesir                     |
| TR-11  | Bilecik                       |
| TR-12  | Bingöl                        |
| TR-13  | Bitlis                        |
| TR-14  | Bolu                          |
| TR-15  | Burdur                        |
| TR-16  | Bursa                         |
| TR-17  | Çanakkale                     |
| TR-18  | Cankiri                       |
| TR-19  | Çorum                         |
| TR-20  | Denizli                       |
| TR-21  | Diyarbakır                    |
| TR-22  | Edirne                        |
| TR-23  | Elazığ                        |
| TR-24  | Erzincan                      |
| TR-25  | Erzurum                       |
| TR-26  | Eskişehir                     |
| TR-27  | Gaziantep                     |
| TR-28  | Giresun                       |
| TR-29  | Gümüşhane                     |
| TR-30  | Hakkâri                       |
| TR-31  | Hatay                         |
| TR-32  | Isparta                       |
| TR-33  | Mersin                        |
| TR-34  | Estambul                      |
| TR-35  | Esmirna                       |
| TR-36  | Kars                          |
| TR-37  | Kastamonu                     |
| TR-38  | Kayseri                       |
| TR-39  | Kirklareli                    |
| TR-40  | Kırşehir                      |
| TR-41  | Kocaeli                       |
| TR-42  | Konya                         |
| TR-43  | Kütahya                       |
| TR-44  | Malatya                       |
| TR-45  | Manisa                        |
| TR-46  | Kahramanmaraş                 |
| TR-47  | Mardin                        |
| TR-48  | Muğla                         |
| TR-49  | Mus                           |
| TR-50  | Nevsehir                      |
| TR-51  | Niğde                         |
| TR-52  | Ordu                          |
| TR-53  | Rize                          |
| TR-54  | Sakarya                       |
| TR-55  | Samsun                        |
| TR-56  | Siirt                         |
| TR-57  | Sinope                        |
| TR-58  | Sivas                         |
| TR-59  | Tekirdağ                      |
| TR-60  | Tokat                         |
| TR-61  | Trebisonda                    |
| TR-62  | Tunceli                       |
| TR-63  | Şanlıurfa                     |
| TR-64  | Uşak                          |
| TR-65  | Van                           |
| TR-66  | Yozgat                        |
| TR-67  | Zonguldak                     |
| TR-68  | Aksaray                       |
| TR-69  | Bayburt                       |
| TR-70  | Karaman                       |
| TR-71  | Kırıkkale                     |
| TR-72  | Batman                        |
| TR-73  | Şırnak                        |
| TR-74  | Bartın                        |
| TR-75  | Ardahan                       |
| TR-76  | Iğdır                         |
| TR-77  | Yalova                        |
| TR-78  | Karabük                       |
| TR-79  | Kilis                         |
| TR-80  | Osmaniye                      |
| TR-81  | Düzce                         |

## Cambios
Los siguientes cambios de entradas han sido anunciados en los boletines de noticias emitidos por el ISO 3166/MA desde la primera publicación del ISO 3166-2 en 1998, cesando esta actividad informativa en 2013.
| Informe      | Fecha de emisión                     | Descripción del cambio reportado                                 | Cambio de código o subdivisión      |
| ------------ | ------------------------------------ | ---------------------------------------------------------------- | ----------------------------------- |
| Boletín I-1  | 2000-06-21                           | Se añade 1 nueva provincia. Corrección de 2 errores ortográficos | Subdivisión añadida: TR-80 Osmaniye |
| Boletín I-2  | 2002-05-21                           | Se añade 1 provincia. Se actualiza la fuente de información      | Subdivisión añadida: TR-81 Düzce    |
| Boletín II-3 | 2011-12-13 (corregido el 2011-12-15) | Evolución topónoma y se actualiza la fuente de la lista          |                                     |